# Вила Сан Патернијано (Анкона)
Вила Сан Патернијано (итал. Villa San Paterniano) насеље је у Италији у округу Анкона, региону Марке.
Према процени из 2011. у насељу је живело 326 становника. Насеље се налази на надморској висини од 159 м.